# دریاچه یک لائوم
دریاچه یک لائوم (به لاتین: Lake Yeak Laom) یک دریاچه در کامبوج است که در Ratanakiri Province واقع شده‌است.